# Stara trta

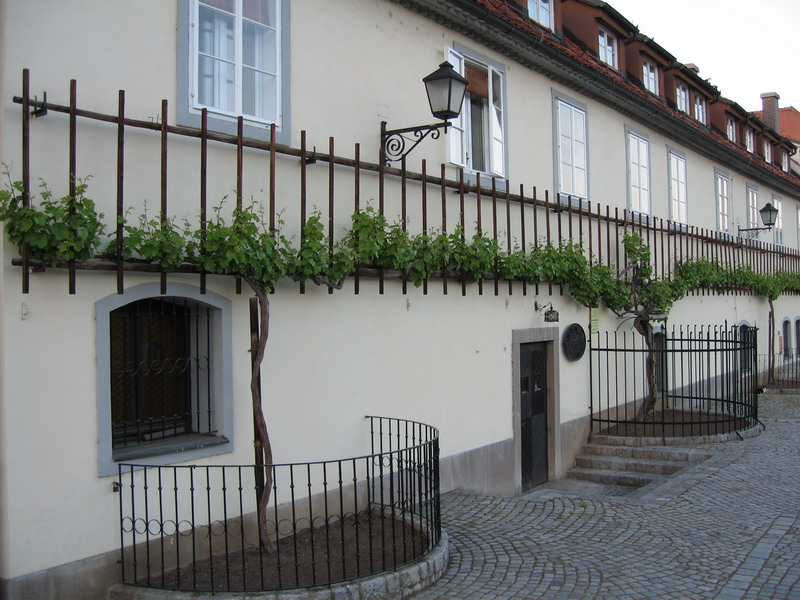
La stara trta de Maribor en 2005

La stara trta (« la vieille vigne » en slovène), située à Maribor en Slovénie, est la plus vieille vigne du monde. Son âge a été estimé à environ 400 ans, soit une plantation aux alentours de 1550. Elle est conduite en hautain.

## Emplacement

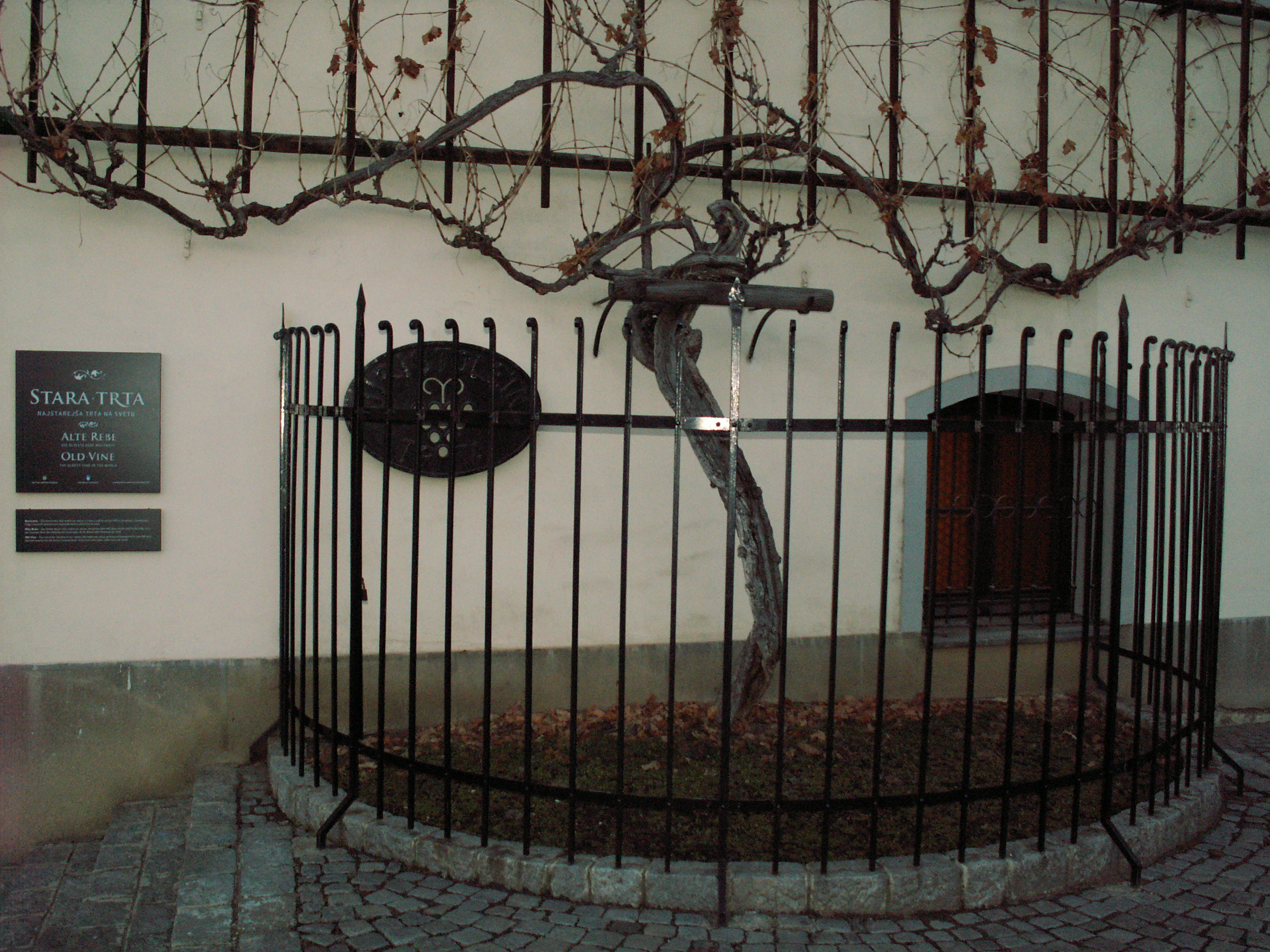
Le cep de base de la stara trta

Elle est située à Lent, un quartier du centre historique de Maribor, sur les rives de la Drave. Menée en treille, la vigne s'appuie le long de la façade d'une maison de deux étages. Plantée au centre du bâtiment, près de l'entrée principale, sa tige a 81 cm de circonférence, soit 26 cm de diamètre, dans sa partie la plus large.

## Datation

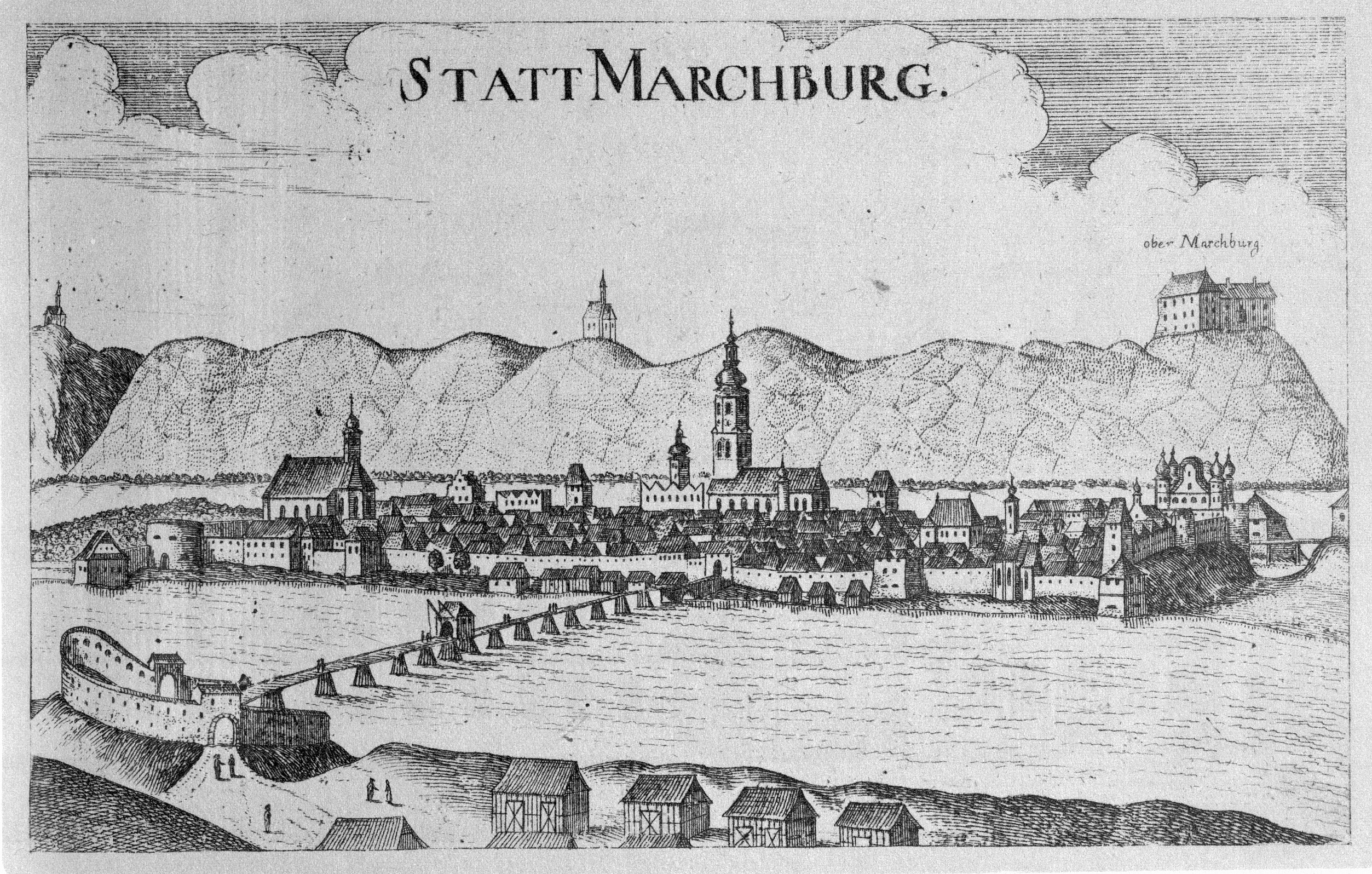
Gravure de 1681 au musée de Maribor

Deux gravures, datées de 1657 et 1681 et qui sont conservées dans les archives régionales de la Styrie à Graz et au Musée régional de Maribor montrent la vigne. Sur les deux gravures il y a une maison, située à droite de la porte de ville, avec une pergola couverte de vigne qui occupe toute sa façade sud. C'est la preuve qu'en 1657 cette vigne arbustive avait au moins cent ans.
En 1972, le professeur Rihard Erker, dendrologue du département des forêts de la Faculté biotechnique de Ljubljana, a effectué un relevé indiquant un âge d'au moins 350 ans, voire 400 ans.

## Vendange

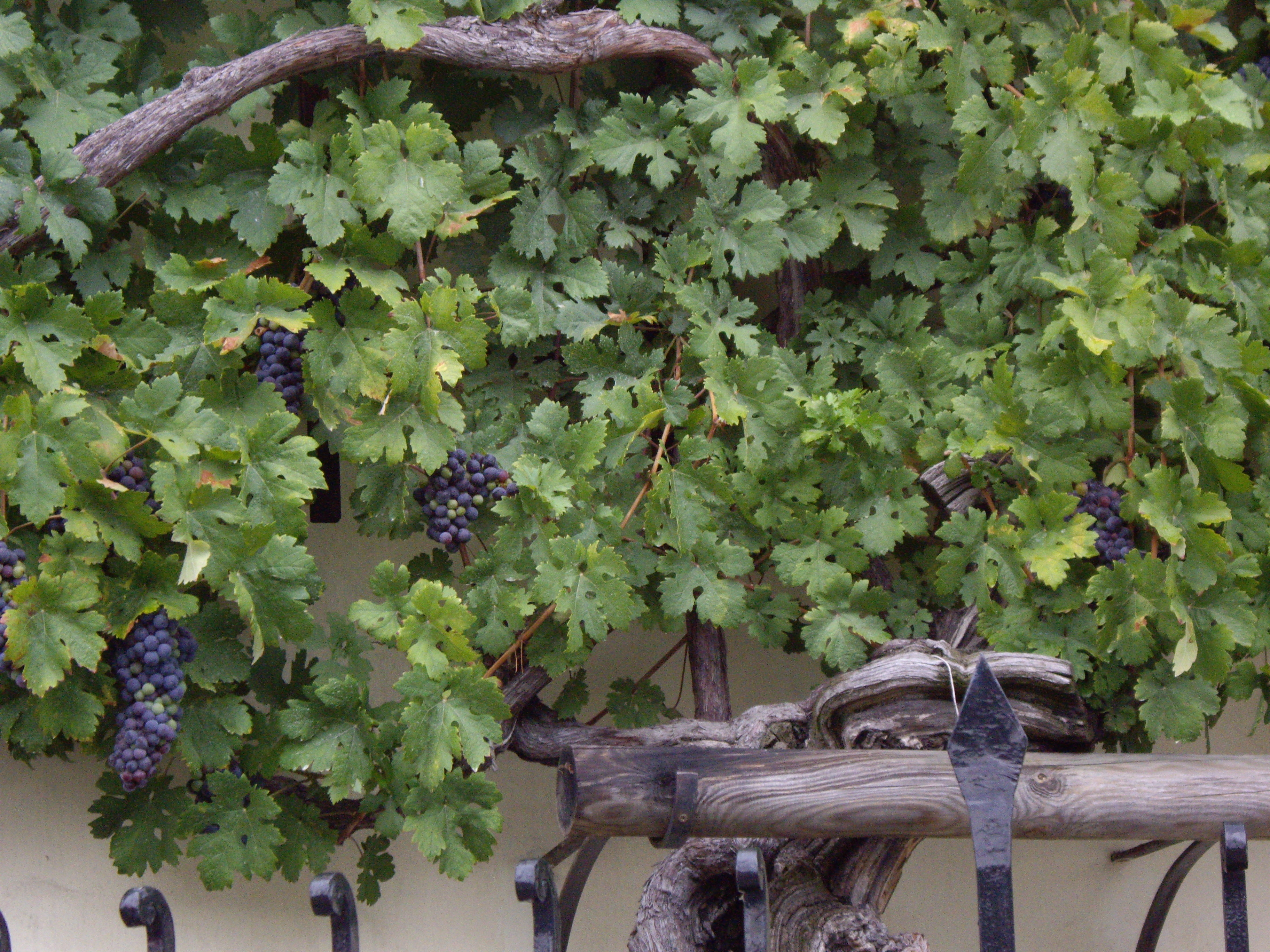
Le bleu de Franconie, cépage de la stara trta de Maribor

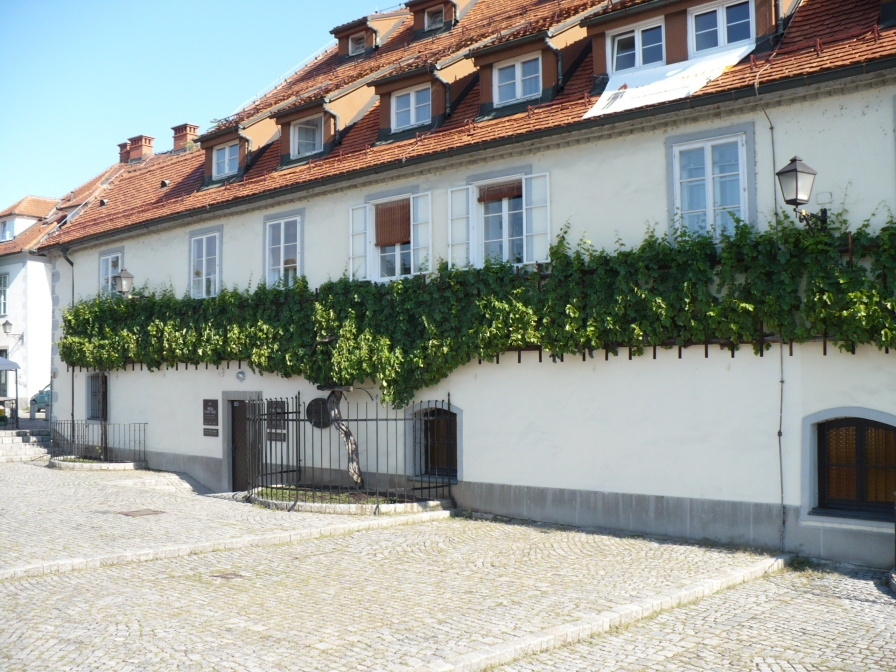
La stara trta de Maribor en 2007

Le cépage de cette vigne, du Bleu de Franconie, est l'un des plus anciens de Slovénie. Il ne produit que 35 à 55 kilos de raisins par vendange. Ce vin, dénommé črnina zametna (noirceur veloutée), est conditionné dans une centaine de petites bouteilles. Chaque année, pour fêter cet évènement se déroule le Stara trta festival lors de la fête de la saint Martin. 
C'est un succès populaire qui attire des foules énormes ainsi que des représentants officiels de tous les pays européens.

## Protection des eaux
La remontée des eaux de la Drava, due à la construction en aval d'un barrage en 1968, a menacé la vie de la vieille vigne. Ce qui a nécessité l'intervention de l'Institut pour la protection du patrimoine naturel et culturel de Maribor qui, en 1981, a pris en charge sa protection. Il a fait appel à une équipe de spécialistes, dirigée par Tone Zafošnik, dont le travail d'élagage a permis à la stara trta de se régénérer, de produire à nouveau sa quantité habituelle de raisins et de fournir des greffons lors de la taille annuelle.

## Bouteilles et greffons
La municipalité de Maribor offre ces greffons assortis d'un certificat d'authenticité, en gage d'amitié, à d'autres municipalités. Les mignonettes servent aussi au maire de cadeau protocolaire. Lors de la cérémonie de remise, avec chaque bouteille est fourni un certificat avec un numéro de série et millésime. Sa copie avec le nom de la personnalité honorée est conservée dans les archives municipales. Jean-Paul II et Bill Clinton, sont les plus célèbres  récipiendaires.